# CSD Municipal
A CSD Municipal egy guatemalai labdarúgóklub, melynek székhelye Guatemalavárosban található. A klubot 1936-ban alapították és az első osztályban szerepel.
A guatemalai bajnokságot 29 alkalommal nyerte meg, ezzel az egyik legeredményesebb klub az országban. A rivális Comunicacionesnek 30 bajnoki címe van. Egyszeres CONCACAF-bajnokok kupája győztes.
Hazai mérkőzéseit az Estadio Manuel Felipe Carrerában játssza. A stadion 7500 fő befogadására alkalmas. A klub hivatalos színei a piros-kék.

## Sikerlista
- Guatemalai bajnok (29): 1942–43, 1947, 1950–51, 1954–55, 1963–64, 1965–66, 1969–70, 1973, 1974, 1976, 1987, 1988–89, 1989–90, 1991–92, 1993–94, 2000 Clausura, 2000 Apertura, 2001 Apertura, 2002 Clausura, 2003 Apertura, 2004 Apertura, 2005 Clausura, 2005 Apertura, 2006 Clausura, 2006 Apertura, 2008 Clausura, 2009 Apertura, 2010 Clausura, 2011 Apertura
- CONCACAF-bajnokok kupája győztes (1): 1974
- UNCAF-klubcsapatok kupája győztes (4): 1974, 1977, 2001, 2004
- Copa Interamericana második helyezett (1): 1974